# Sindicat Andorrà de Treballadors
|  | Aquest article tracta sobre el sindicat andorrà. Si cerqueu el sindicat andalús, vegeu «Sindicat Andalús de Treballadors». |

El Sindicat Andorrà de Treballadors (abreujat SAT) és una organització sindical creada el 1990 per membres de l'Associació de Residents a Andorra. Va ser el primer sindicat de treballadors d'Andorra, l'únic Estat europeu on no es permetia la formació d'aquesta mena de grups, i pretén reivindicar una millora de les condicions laborals i qualitat de vida de la població andorrana. Malgrat que havia caigut en la inactivitat, el 2021 va decidir reactivar-se.
La seva constitució va culminar un procés de reivindicació d'un sindicalisme autòcton que l'ARA havia iniciat el 1976. Es va crear una comissió gestora el 14 de juny de 1988 de manera clandestina —de fet, el Consell General d'Andorra l'havia considerat il·legal. Finalment, però, es va celebrar el congrés fundacional el 8 de març de 1990, amb la presència del secretari general d'UGT i vicepresident de la CES Nicolás Redondo, del líder de les Comissions Obreres Marcelino Camacho, i del secretari de la Confederació Europea de Sindicats Matias Hintercheid.
La seva primera executiva va estar formada per Antoni Roig com a secretari general, Guillem Fornieles i Alacid com a secretari d'organització, Cristian Cerdoya com a secretari de relacions internacionals, Dídac Subirats com a secretari de premsa i Josep Lluís Santos com a secretari d'acció sindical, a més d'altres quatre secretaris nacionals. Fornieles va presidir el sindicat des d'almenys el 2019 fins a la jubilació el 2021. Actualment, el lidera Christian Asensio.
Manté bones relacions amb la Unió Sindical d'Andorra, de la mateixa manera que amb Podem Andorra fins a la dissolució del partit el 2021.